# Демонстрације у Бугарској 2013.
Демонстрације у Бугарској 2013. (буг. Антимонополни протести) су биле одржане у различитим градовима широм земље (Софија, Благоевград, Сливен, Бургас, Плевен) средином фебруара 2013. Резултат ових социјалних протеста је био пад владе Бојко Борисова. На демонстрацијама је учествовало од неколико стотина (у мањим градовима) све до неколико хиљада (Софија; у Варни 20.000, у Пловдиву 15.000, у Пернику 4.000, у Сливену 2.000) људи.
Један од разлога незадовољства грађана било је поскупљење струје, спроведено од 1. јануара 2013. Рачуни за струју су за већину домаћинстава толико порасли, да просечни Бугари нису уопште могли их да плате. Поскупљење су објавили три главне компаније, које се у Бугарској баве дистрибуцијом струје: ЧЕЗ, ЕВН и ЕОН. 20. фебруара 2013. су демонстранти покушали насилно ући у зграду компаније ЧЕЗ Балгарија, мада су их од тога спречиле јаке трупе жандармерије и полиције. Осим ЧЕЗа су Бугари најавили незадовољство и са другим компанијама, не само у енергетици, него већ и у сектору телекомуникација, банкама итд. 
На транспарентима су демонстранци исказали пароле као напр. "долу монопола" (доле монополи), "ЧЕЗ, ЕОН, ЕВН грабят от нас" (ЧЕЗ, ЕОН, ЕВН краду), "чез вън от България" (ЧЕЗ мрш из Бугарске), изЧЕЗвайте (марш напоље), "затвор за ЧЕЗ" (ЧЕЗ у затвор) и слично.
Први протести у бугарској јавности су почели око 10. фебруара 2013.. Сазвани су били преко фејсбука и њихови организатори нису били укључени у никакве политичке струје, покрете или партије. Ипак, неколико дана касније, бугарска опозиција преузела је теме незадовољних. Оштру критику чешких и аустријанских фирми је најавила и националистичка партија АТАКА. Влада Бојко Борисова после критике опозиције, па и јавности тако морала 20. фебруара 2013. поднети оставку. Претходног дана је Борисов најавио да ће ЧЕЗ изгубити лиценцу за диструбуцију струје. Овај подухват владе је изазвао јаке тензије у чешко-бугарским односима.
Пламен Горанов се полио бензином и запалио испред зграде градске скупштине у Варни.